# Suzanne Bonamici
Pour les articles homonymes, voir Bonamici.
Suzanne Bonamici, née le 14 octobre 1954 à Détroit, est une avocate et femme politique américaine, représentante de l'Oregon à la Chambre des représentants des États-Unis depuis 2012.

## Biographie
Après des études de droit à l'université de l'Oregon, Suzanne Bonamici devient avocate en protection des consommateurs à la Federal Trade Commission. Elle rejoint ensuite un cabinet privé,.
À partir de 2001, elle travaille à la Chambre des représentants de l'Oregon. Elle y siège en tant qu'élue du 34e district de 2007 à 2008, succédant à Brad Avakian, élu au Sénat de l'État. En juin 2008, elle est nommée au Sénat de l'Oregon après la démission d'Avakian. Elle y représente le 17e district. Elle remporte l'élection partielle de 2008 et est réélue en 2010.
Début 2011, des démocrates s'interrogent sur l'avenir du représentant du 1er district de l'Oregon, David Wu, en raison de problèmes de santé mentale. Bonamici est alors vue comme l'une des favorites pour lui succéder. En juillet, Wu démissionne à la suite d'accusations d'avances sexuelles non désirées. Bonimaci est candidate à sa succession. Elle remporte largement la primaire démocrate, devançant Avakian son prédécesseur à la Chambre et au Sénat de l'État. Candidate du Parti démocrate, elle aborde l'élection partielle de janvier 2012 en position de force. En effet le district, qui comprend les comtés de Clatsop, Columbia, Washington et Yamhill, ainsi qu'un partie du comté de Multnomah, est historiquement acquis aux démocrates. Elle remporte l'élection avec 53,8 % des voix contre 39,6 % au républicain Rob Cornilles.
À la Chambre des représentants des États-Unis, elle est membre de la commission de l'éducation et de la main d'œuvre et de la commission de la science, l'espace et la technologie. Le 1er district de l'Oregon est redécoupé en 2012, il devient légèrement plus favorable aux républicains en perdant une partie de Portland. Elle est réélue en 2012 avec 59,6 % des voix, puis en 2014 avec 57,3 % des suffrages. Candidate à un nouveau mandat en 2016, elle remporte la primaire démocrate avec plus de 90 % des voix puis l'élection générale avec un score identique à 2012.

## Vie privée
Suzanne Bonamici est mariée à Michael H. Simon (en), juge fédéral à Portland. Ils ont ensemble deux enfants.